# Клочков, Юрий Алексеевич
Юрий Алексеевич Клочков (3 ноября 1938, Винницкая область, УССР, СССР — 6 января, 2012, Белгород, Российская Федерация) — советский партийный и государственный деятель, председатель Джамбулского облисполкома (1988—1990).

## Биография
Окончил Харьковский сельскохозяйственный институт и Академию общественных наук при ЦК КПСС.
Трудовую деятельность начал в 1956 г. слесарем.
- 1965—1969 гг. — старший агроном станции защиты растений при Ерментауском райсельхозуправлении, заведующий сектором, главный агроном Целиноградской областной станции защиты растений,
- 1969—1973 гг. — инструктор Целиноградского обкома Компартии Казахстана,
- 1973—1975 гг. — второй секретарь Кургальджинского райкома Компартии Казахстана,
- 1975—1977 гг. — заведующий сектором, инспектор отдела ЦК Компартии Казахстана,
- 1977—1981 гг. — слушатель Академии общественных наук при ЦК КПСС,
- 1981—1983 гг. — первый заместитель министра плодоовощного хозяйства КазССР,
- 1983—1988 гг. — второй секретарь Джамбулского обкома Компартии Казахстана,
- 1988—1990 гг. — председатель Джамбулского облисполкома,
- 1990—1993 гг. — председатель комитета по вопросам работы Советов народных депутатов, развития управления и самоуправления Верховного Совета Казахстана,
- 1994—1996 гг. — посол Казахстана на Украине,
- 1996—1998 гг. — посол Казахстана в Белоруссии.

Депутат Верховного Совета Казахстана 11-го и 12-го созывов.
С августа 1998 г. — на пенсии, проживал в Белгороде.

## Награды и звания
Награждён орденами Трудового Красного Знамени, двумя орденами «Знак Почета», медалями.